# Danvers (Massachusetts)
Peabody Institute Library
Localização de Massachusetts nos E.U.A.
Danvers é uma cidade localizada no condado de Essex no estado estadunidense de Massachusetts. No Censo de 2010 tinha uma população de 26 493 habitantes e uma densidade populacional de 721,22 pessoas por km².

## Geografia
Danvers encontra-se localizado nas coordenadas 42° 34′ 27″ N, 70° 57′ 02″ O. É localizado no rio Danvers, próximo a costa nordeste do estado. Segundo a Departamento do Censo dos Estados Unidos, Danvers tem uma superfície total de 36,73 km², da qual 34,38 km² correspondem a terra firme e (6,39%) 2,35 km² é água.

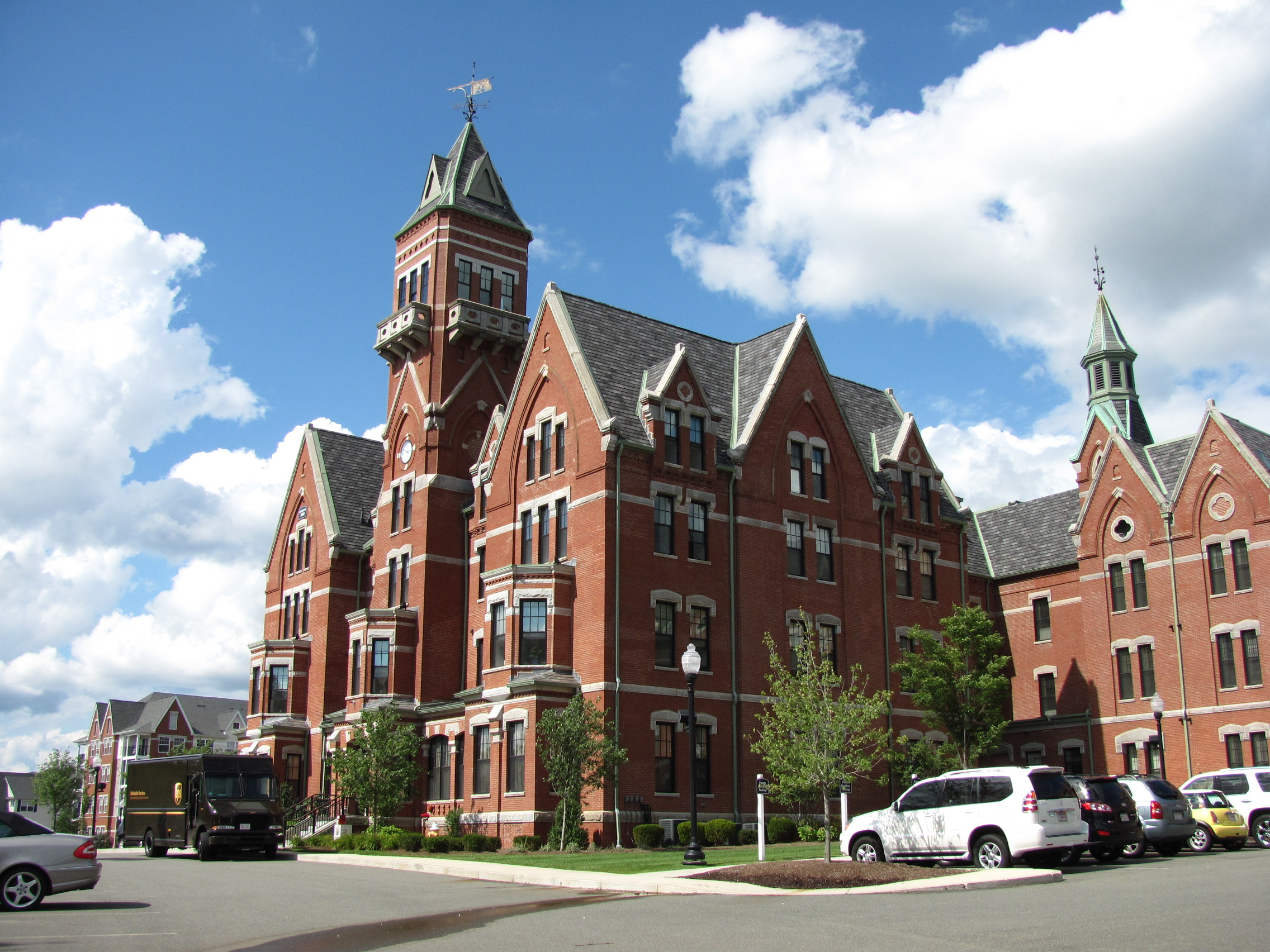

## Demografia
Segundo o censo de 2010, tinha 26.493 pessoas residindo em Danvers. A densidade populacional era de 721,22 hab./km². Dos 26.493 habitantes, Danvers estava composto pelo 95,22% brancos, o 1,06% eram afroamericanos, o 0,11% eram ameríndios, o 1,89% eram asiáticos, o 0,02% eram insulares do Pacífico, o 0,68% eram de outras raças e o 1,02% pertenciam a dois ou mais raças. Do total da população o 2,33% eram hispanos ou latinos de qualquer raça.